# Котоюки Кадзуёси
Ю́ки Эномо́то (яп. 榎本 勇起; 2 апреля 1991, Кагава, Япония), более известный как Котою́ки Кадзуёси (яп. 琴勇輝 一巖) — бывший борец сумо из Японии. Дебютировал в профессиональном сумо в 2008 году. С 2015 года на постоянной основе выступал в высшем дивизионе макуути. Наивысшая позиция — сэкивакэ. Выступал за школу Садогатакэ. В мае 2021 года ушëл в отставку.

## Ранние годы
Юки Эномото родился 2 апреля 1991 года в городе Маругаме в префектуре Кагава. С раннего детства Эномото интересовался сумо, поэтому вступил в местный клуб сумо. Так как в его районе не было школ с секциями сумо, он попросил помощи у своего тренера о переводе его в школу в уезд Сёдзу, в которой была секция сумо. В свой первый год в старшей школе он выиграл крупный турнир среди любителей. Он также попал в сборную Японии среди учеников старшей школы на международные соревнования по сумо. Успехи в любительском сумо гарантировали ему приглашения от большого количества разных школ сумо, но после того как он принял участие в тренировке Садогатакэ-бэя, когда школа была на Кюсю во время проведения ноябрьского турнира, он решил покинуть старшую школу и присоединиться к Садогатакэ-бэя.

## Карьера
Впервые Эномото вышел на дохё в мае 2008 года. Хотя он был рождён в городе Маругаме, он предпочёл указать родным городом Сёдзу, так как именно в этом городе он получил свой основной опыт в сумо. Он быстро добился успеха, показав результат в пять или более побед из семи возможных на пяти турнирах подряд, пока, наконец, не проиграл свой первый турнир в своём дебюте в дивизионе макусита в марте 2009 года. После этого турнира он поменял своё борцовское имя на Котоюки Кадзуёси. Он задержался в дивизионе макусита, проиграв больше турниров, чем выиграв, в последующих десяти турнирах, пока, наконец, с позиции макусита 45, показав хорошую борьбу на трёх турнирах подряд, не сумел подняться дивизион дзюрё, борцы которого получают зарплату. Несмотря на то, что он проиграл свои первые четыре схватки в дзюрё, он сумел переломить ситуацию и закончить турнир с хорошим результатом 9-6. На турнире в марте 2012 года он уже был на позиции дзюрё 1, и ему надо было лишь получить катикоси, чтобы попасть в макуути, но он смог одержать лишь 6 побед и закончил турнир с результатом 6-9. Далее последовали ещё несколько турниров в дзюрё, пока, наконец, он не сумел получить продвижение в макуути на январский турнир 2013 года.
Котоюки стал первым с 1958 года борцом из префектуры Кагава, которому удалось заработать право выступления в высшем дивизионе макуути. Однако, после первого же турнира он выбыл в дзюрё, показав результат 6-9. Получив макэкоси в следующем турнире в дзюрё, будучи в ранге дзюрё 3, в мае 2013 года Котоюки стал чемпионом дзюрё с результатом 13-2. В июле 2013 года он снова выступал в макуути. Он смог удержаться в высшем дивизионе в течение трёх турниров, но получил травму на ноябрьском турнире 2013 года и, пропустив 8 последних дней, а также последующий январский турнир, гарантировал себе понижение в нижестоящий дивизион. Вернуться в макуути он смог в ноябре 2014 года. Весь 2015 год Котоюки находился на дне макуути, показывая в основном катикоси с небольшим преобладанием побед. В ноябре 2015 года он впервые в своей карьере встретился с одзэки, проиграв Тэрунофудзи. На следующем январском турнире 2016 года он одержал 9 побед при 6 поражениях, будучи при этом маэгасира 4. Поднявшись до маэгасира 1 на мартовском туринире в Осаке, он на третий день турнира завоевал свою первую золотую звезду, одержав победу над ёкодзуной Харумафудзи.
Он выиграл свои последние одиннадцать схваток, одержав победы над такими соперниками одзэки Гоэйдо и Тэрунофудзи, закончил турнир с личным рекордом в макуути 12-3 и получил специальный приз Сюкун-сё за выдающееся выступление. По результатам этого выступления Котоюки получил звание сэкивакэ и впервые в своей карьере вошёл в санъяку.
Однако после этого начался спад. Показав ещё один хороший результат на сентябрьском басё 2016 года, Котоюки получил 5 макэкоси подряд и покинул макуути. Будучи в дзюрë, он попал в дополнительные финалы, но выиграть кубок не сумел.

## Стиль борьбы
Стиль борьбы Котоюки очень сильно смещён в сторону толчков, он предпочитает не бороться в маваси. Около половины побед в его карьере он одержал при помощи осидаси или выталкиванием соперника за пределы соломенной окантовки дохё.

## Статистика выступлений с дебюта в макуути
| Год в сумо | Январь Хацу басё, Токио                             | Март Хару басё, Осака        | Май Нацу басё, Токио                   | Июль Нагоя басё, Нагоя     | Сентябрь Аки басё, Токио  | Ноябрь Кюсю басё, Фукуока                          |
| --- | --------------------------------------------------- | ---------------------------- | -------------------------------------- | -------------------------- | ------------------------- | -------------------------------------------------- |
| 2013 | Маэгасира #15 запада 6–9                            | Дзюрё #1 запада 6–9          | Дзюрё #3 запада 13–2 Champion          | Маэгасира #12 запада 8–7   | Маэгасира #9 запада 7–8   | Маэгасира #10 запада 4–3–8                         |
| 2014 | Маэгасира #17 востока Пропустил из-за травмы 0–0–15 | Дзюрё #12 востока 7–8        | Дзюрё #13 востока 11–4–P               | Дзюрё #5 запада 8–7        | Дзюрё #4 запада 8–7       | Маэгасира #16 востока 8–7                          |
| 2015 | Маэгасира #14 востока 8–7                           | Маэгасира #12 запада 6–9     | Маэгасира #15 запада 8–7               | Маэгасира #12 запада 8–7   | Маэгасира #10 востока 9–6 | Маэгасира #6 востока 8–7                           |
| 2016 | Маэгасира #4 запада 9–6                             | Маэгасира #1 востока 12–3 В★ | Сэкивакэ #1 востока 7–8                | Комусуби #1 востока 2–13   | Маэгасира #8 запада 10–5  | Маэгасира #4 востока 6–9                           |
| 2017 | Маэгасира #6 запада 6–9                             | Маэгасира #9 запада 5–10     | Маэгасира #12 запада 6–9               | Маэгасира #14 запада 4–11  | Дзюрё #3 запада 10–5–PP   | Маэгасира #14 востока 8–7                          |
| 2018 | Маэгасира #11 востока 7–8                           | Маэгасира #12 запада 1–13–1  | Дзюрё #5 востока 8–7                   | Дзюрё #3 востока 10–5      | Маэгасира #16 востока 6–9 | Дзюрё #3 востока 10–5                              |
| 2019 | Маэгасира #13 запада 4–7–4                          | Дзюрё #2 востока 5–10        | Дзюрё #6 востока 11–4                  | Маэгасира #16 востока 11–4 | Маэгасира #9 запада 9–6   | Маэгасира #4 запада 8–7                            |
| 2020 | Маэгасира #3 запада Пропустил из-за травмы 0–0–15   | Дзюрё #1 востока 8–7         | Маэгасира #17 запада Отмена басё 0–0–0 | Маэгасира #17 запада 6–8–1 | Дзюрё #2 востока 8–7      | Маэгасира #15 запада Пропустил из-за травмы 0–0–15 |
| 2021 | Дзюрё #9 запада 4–11                                | Макусита #1 запада –         | Макусита #41 запада Отставка 0–0       | x                          | x                         | x                                                  |
| Результат приведен как победил-проиграл-снялся Победа Малый кубок Отставка Не выступал в макуути Специальные призы: Д=За боевой дух (Канто-сё); В=За выдающееся выступление (Сюкун-сё); Т=За техническое совершество (Гино-сё) Ещё показаны: ★=Кимбоси; P=Участие в дополнительном финале Лиги: Макуути — Дзюрё — Макусита — Сандаммэ — Дзёнидан — Дзёнокути Ранги макуути: Ёкодзуна — Одзэки — Сэкивакэ — Комусуби — Маэгасира |                                                     |                              |                                        |                            |                           |                                                    |